# 上掵遺跡
上掵遺跡（うわはばいせき）は、秋田県雄勝郡東成瀬村田子内（たごない）の河岸段丘上に所在する縄文時代の遺跡。大形の磨製石斧を出土したことで知られる。

## 上掵遺跡出土の磨製石斧
- 磨製石斧は昭和40年（1965年）ころ、道路工事の際、深さ1mのところで4本まとまって出土した。
- 4本の大きさは、

1. 長さ60.2cm、最大幅10.0cm、厚さ4.3cm、重さ4.4kg
2. 長さ59.4cm、最大幅7.9cm、厚さ2.0cm、重さ1.4kg
3. 長さ50.0cm、最大幅7.4cm、厚さ4.3cm、重さ3.2kg
4. 長さ36.7cm、最大幅4.3cm、厚さ4.3cm、重さ2.3kg

である。
- 4本のうちの最長のものは、これまで日本で出土した磨製石斧の中では最大。とびぬけて大形であることと､他の遺物を伴わず、4本まとまった状態で出て来たことが特徴的で、他にあまり類例がない。
- 緑色凝灰岩製で、いずれも縄文時代前期に特徴的な技法である擦切技法によってきわめて丁寧に磨き上げられており、光沢がある。使用痕はない。
- 石斧の大きさや出土状態からみて、実用されたものではなく、当時の祭祀にかかわって使用されたものと考えられる。
- 大形の石斧を特殊な用途に使用する例は、韓国新石器時代に墳墓の副葬品として埋納するケースがある。厚浦里遺跡では副葬品として大小さまざまな石斧130点余りが多くの人骨とともに埋葬されていた。この遺跡から出土した磨製石斧で最大のものは54cmもあったが、上掵遺跡出土のものはそれよりさらに大きいことになる。

## 所蔵・保管
- 秋田県立博物館